# 약사법
약사법(藥事法)은 약사(藥事)에 관한 일들이 원활하게 이루어질 수 있도록 필요한 사항을 규정하여 국민보건 향상에 기여하는 것을 목적으로 하는 대한민국의 법률이다. 

## 같이 보기
- 약사  藥師
- 약국
- 한약사
- 의료법
- 약사법 전문  위키문헌